# Drepanocladus hercynicus
Drepanocladus hercynicus là một loài Rêu trong họ Amblystegiaceae. Loài này được (Warnst.) G. Roth mô tả khoa học đầu tiên năm 1908.